# Actinocatenispora rupis
Actinocatenispora rupis es una bacteria aeróbica perteneciente al género Actinocatenispora la cual ha sido ubicada y aislada en el suelo de los acantilados de la isla de Mara, Corea .